# Рашид ибн Мохаммед Аль Мактум
Ра́шид ибн Моха́ммед ибн Ра́шид А́ль Макту́м (араб. راشد بن محمد بن راشد آل مكتوم‎; 12 ноября 1981 — 19 сентября 2015, Дубай, ОАЭ) — старший сын вице-президента Объединённых Арабских Эмиратов, премьер-министра и эмира Дубая Мохаммеда ибн Рашида Аль Мактума от Хинд бинт Мактум Аль Мактум.
Старший брат наследного принца Дубая — Хамдана Аль Мактума.

## Биография
Родился 12 ноября 1981 года в Дубае. Окончил Королевскую военную академию в Сандхерсте в Великобритании. На Азиатских играх 2006 года завоевал золотые медали в командных (вместе с братьями Хамданом, Ахмедом и Маджидом) и индивидуальные конных пробегах на 120 километров. Возглавлял Национальный олимпийский комитет ОАЭ в период с 2008 по 2012 годы.

### Смерть
19 сентября 2015 года в возрасте 33 лет умер от сердечного приступа.
Однако, согласно другим источникам, он в этот же день погиб в Йемене.